# Cueva de El Cuco
La cueva de El Cuco es una cavidad localizada en el barrio de Urdiales, municipio de Castro-Urdiales, Cantabria (España). Posee ocupaciones del Solutrense, Aziliense y Mesolítico. Las manifestaciones rupestres han sido asignadas al Solutrense superior (unos 17 500 años de antigüedad). La cueva se abre en un farallón calizo muy visible situado enfrente de la plaza de toros de Castro-Urdiales, también en el barrio de Urdiales.
Fue declarada Bien de Interés Cultural, BIC, por ministerio de la Ley, 1996. Entorno de protección: B.O.C: 12-12-2006.
Descubierta en 1966, y estudiada por M. A. García Guinea quien publica las manifestaciones rupestres en 1968. El vestíbulo posee materiales del período Solutrense y un potente conchero aziliense y mesolítico. En el interior hay restos humanos y cerámicas de la prehistoria reciente. Contiene grabados, esencialmente representaciones de animales (3 ciervos, 2 cabras, 2 caballos y 2 animales indeterminados). Los grabados son de dos tipos: por un lado, aparecen grabados de trazo fino representando tanto cabezas como cuartos traseros de varios animales; y otro grupo de figuras es de gran tamaño y han sido realizadas a trazo ancho y profundo, destacando la representación de un gran ciervo completo. Por paralelos entre el gran ciervo grabado y los pintados en negro en la cueva de Las Chimeneas se puede atribuir el conjunto al estilo III de André Leroi-Gourhan, en consonancia con los materiales solutrenses del vestíbulo.

## Características
Cueva de reducido vestíbulo que continúa por una galería estrecha y rectilínea de unos 100 m. Hacia el centro aparece una pequeña sala en donde se ubican gran parte de las manifestaciones.

## Visitas
La cueva se encuentra cerrada al público y es necesario solicitar la visita en la Consejería de Cultura, Turismo y Deporte de Cantabria.